# Алюмінієві сплави

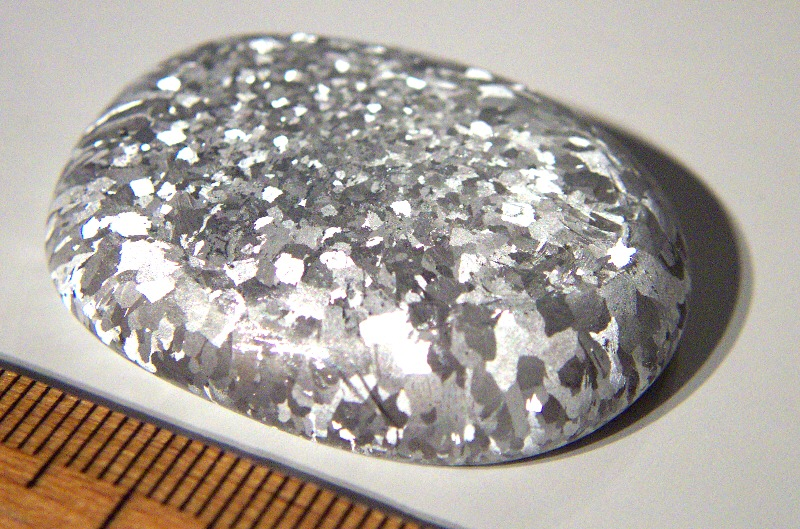
Протравлений злиток алюмінієвого сплаву

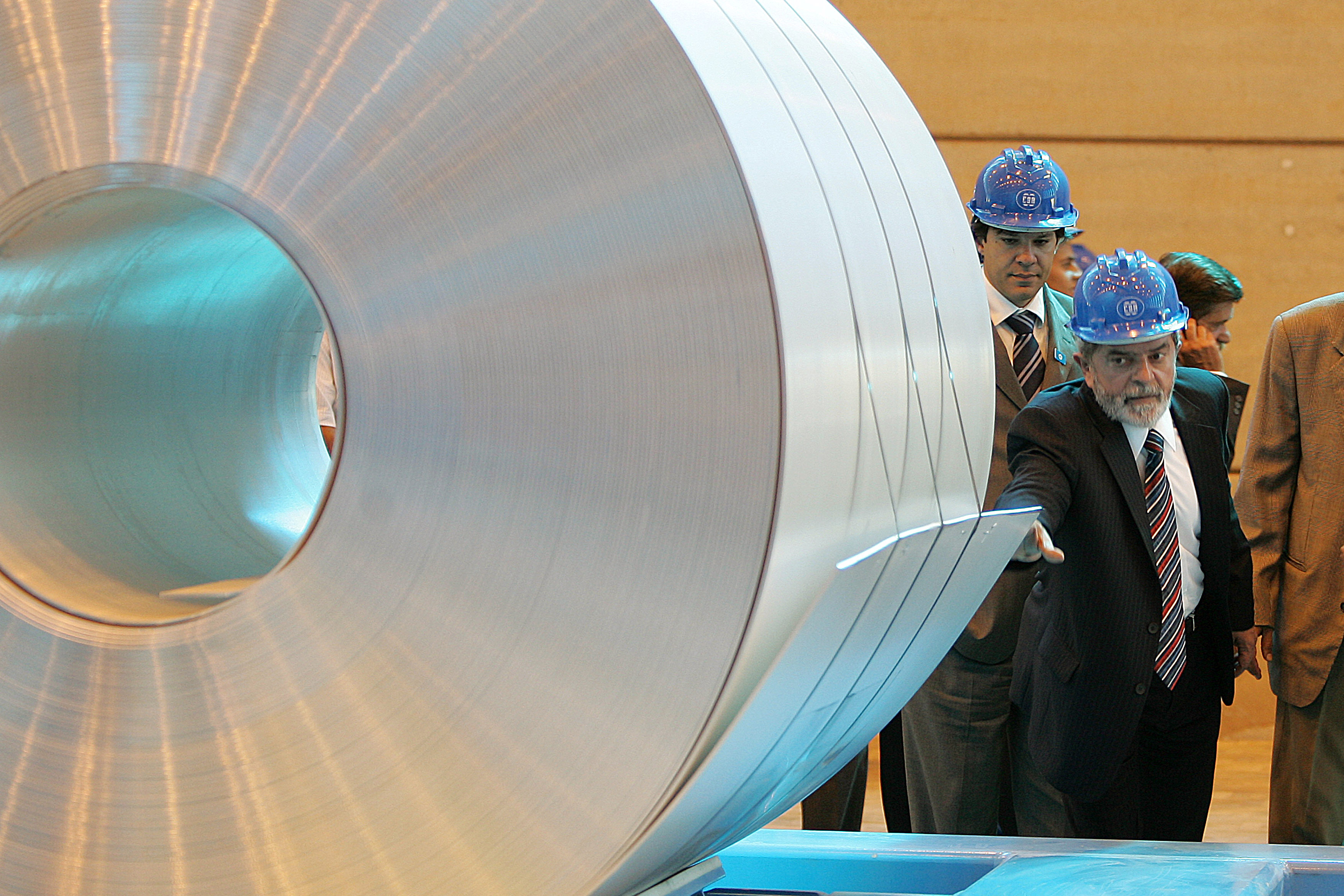
Алюмінієвий прокат

Алюмі́нієві спла́ви (англ. aluminium alloys) — легкі сплави на алюмінієвій основі, до складу яких входить один або декілька легуючих елементів. В промисловості використовують сплави алюмінію на основі систем: Al-Cu, Al-Si, Al-Mn, Al-Mg, Al-Cu-Mg. Переважно структура сплавів на основі алюмінію складається при кімнатній температурі з α-твердого розчину та інтерметалідної фази. Легувальні добавки (мідь, кремній, магній, цинк, манган) вводять в алюміній головним чином з метою підвищення його міцності.

## Характеристики та застосування

Знак, що означає придатність виробу з алюмінію для вторинного перероблення

Головними перевагами всіх сплавів алюмінію є їх мала густина (2,5…2,8 г/см³), висока міцність (в перерахунку на одиницю маси), задовільна стійкість проти атмосферної корозії, порівняно мала вартість та легкість отримання і обробки. 
Застосовуються в авіаційній (обшивка літака, шпангоути, лонжерони, паливні та масляні баки), суднобудівній (корпуси суден), автомобільній (блоки циліндрів, головки блоків циліндрів, поршні двигунів внутрішнього згоряння) приладобудівній та інших галузях промисловості, а також у виробництві споживчих товарів. 
Сплави алюмінію з цинком (алюцинк) використовуються як високоефективне антикорозійне захисне покриття сталевих листів у багатьох галузях.

## Класифікація і властивості
За способом переробки у вироби алюмінієві сплави поділяють на:
- Деформівні[1] — призначені для пластичного деформування при виготовленні напівфабрикатів та деталей, до яких відносяться:
  - деформівні алюмінієві сплави, що не піддаються зміцненню при термообробці;
  - деформівні алюмінієві сплави, що зміцнюються термообробкою.
- Ливарні[2] — призначені для переробки методом литва.
- Спеціальні сплави, що отримують за технологіями порошкової металургії, до яких відносяться:
  - спечені алюмінієві порошки (САП);
  - спечені алюмінієві сплави (САС).

### Деформівні алюмінієві сплави, що не піддаються зміцненню при термообробці
До цього типу сплавів відносяться сплави систем Al-Mn, Al-Mg характеризуються високою пластичністю та низьким рівнем міцності.

#### Сплави типу АМц (Al-Mn)
Промислові сплави марки АМц містять від 1 до 1,5 % Mn, характеризуються високою пластичністю, технологічністю, добре зварюються і є корозієстійкими. З цих сплавів виготовляють листовий прокат та труби. Термічна обробка — рекристалізаційний відпал (450…470 °С). Недоліком сплавів є схильність до аномального росту зерна під час відпалення, причина виникнення дефекту — неоднорідність структури, пов'язана з низькою дифузійною рухомістю марганцю в алюмінії. Рекристалізація починається утворенням невеликої кількості центрів, де зерно встигає зрости до початку рекристалізації в інших об'ємах. Напівфабрикати зі сплаву АМц випускають у м'якому, відпаленому (АМцМ) та напівнагартованому (АМцП) станах. У сплав, що призначений для виготовлення листових заготовок, що піддаються подальшому формуванню, допускається введення титану до 0,2 %.

#### Сплави типу АМг (Al-Mg)
Сплави системи Al-Mg (магналії) характеризуються поєднанням достатньої міцності, високої пластичності, корозійної стійкості та зварюваності, є стійкими до вібрацій. Застосовують для зварних конструкцій. Маркують: АМг0,5 (0,4…0,8 Mg), АМг2 (1,7…2,4 % Mg), АМг5(4,8…5,8 % Mg), АМг6(5,8…6,8 % Mg) — зі збільшенням порядкового номера зростає міцність. Напівфабрикати можуть бути «м'якими» (АМг5М), напівнагартованими (АМг5П) та нагартованими (АМг5Н, ступінь деформації — 20…30 %).

### Деформівні алюмінієві сплави, що зміцнюються термообробкою
До цього типу сплавів відносяться сплави систем Al—Cu—Mg, Al—Cu—Mn, Al-Mg-Si, Al-Mg-Si-Cu, Al-Zn-Mg, Al-Zn-Mg-Cu.

#### Дуралюміни (сплави типу Al—Cu—Mg, Al—Cu—Mn)
Дуралюміни (дюралюміній) — сплави алюмінію з міддю, додатково леговані манганом та магнієм. Промислові сплави поділяють на групи:
- Д1 — класичний дуралюмін (3,5…4,5 % Cu; 0,4…1,0 Mn; 0,4…0,8 % Mg);
- Д16 — дуралюмін підвищеної міцності (має підвищений до 1,2…1,8 % вміст Mg);
- Д19, ВАД1, ВД17 — дуралюміни підвищеної жароміцності (мають збільшене, порівняно з Д1, співвідношення Mg/Cu);
- Д18, В65 — дуралюміни підвищеної пластичності (зі зниженим вмістом легувальних елементів).

Цифри в марках сплавів вказують на умовний номер за стандартом. З метою збільшення корозійної стійкості дуралюмінів застосовують плакування технічним алюмінієм (99,5 %). Недоліком плакованих листів є низький опір втомі. Інший спосіб збільшення корозійної стійкості — електрохімічне оксидування (анодування). Спосіб передбачає витримку напівфабрикатів в сірчаній кислоті, на поверхні виробів при цьому утворюється щільна плівка Al2O3, що має товщину більшу за звичайну. Дуралюміни знайшли широке застосування в авіабудуванні через високу питому міцність.
Сплави системи Al-Cu-Mg, додатково леговані залізом та нікелем, належать до жароміцних. Маркують АК4-1 (1140). Склад цього сплаву: 1,9…2,7 % Cu, 1,2…1,8 % Mg, 0,8…1,4 % Fe, 0,8…1,4 % Ni. Сплав зміцнюється гартуванням (530±5 °С) охолодження у воді, старіння (190…200 °С — 12…24 годин). Сплав АК4-1 використовують при виготовленні поковок та штамповок деталей з температурою експлуатації до 250…300 °С (поршні авіадвигунів, обшивка та силовий каркас надзвукових літаків). Недоліком матеріалу є низька корозійна стійкість, для захисту листи плакують, напівфабрикати — анодують.

#### Авіалі (сплави системи Al-Mg-Si)
Характерною особливістю цих сплавів є висока пластичність, корозійна стійкість. За міцністю авіалі поступаються дуралюмінам. Сумарний вміст легуючих елементів в авіалях знаходиться на рівні 1…2 %. Маркують авіалі: АВ (045…0,90 % Mg), АД31 (045…0,90 % Mg), АД33 (0,8…1,2 %Mg), АД35 (0,6…1,2 %Mg). Додатково до складу авіалей можуть входити мідь (0,5 %), манган та хром. Термічна обробка авіалей складається з гартування від температури 500…520°С та природного або штучного старіння (160…170 °С — 12…15 годин). Найбільша міцність відповідає природному старінню (тривалість процесу — до двох тижнів). Використовують авіалі для виготовлення лопатей повітряних гвинтів вертольотів, після анодування — для виготовлення корпусів годинників, декоративних елементів оздоблення автомобілів.

#### Ковкі сплави алюмінію (сплави системи Al-Mg-Si-Cu)
Маркують АК6, АК8 (супердюралюміній, авіональ). У порівнянні з авіалями ці сплави мають більшу (0,7 %) кількість міді. Сплави зміцнюються гартуванням (500…520 °С) та старінням, найбільший рівень міцності забезпечується при штучному старінні (160…170 °С — 12…15 год.).
Сплав АК6 призначений для виготовлення поковок та штамповок складної конфігурації в авіабудуванні, АК8 — для відповідальних силових штамповок, можливе використання зварювання. Недоліком цих сплавів є низька корозійна стійкість, обов'язковим є захист поверхні деталей.

#### Високоміцні алюмінієві сплави (сплави системи Al-Zn-Mg, Al-Zn-Mg-Cu)
Маркують В95 (1950), В93, 1915. До складу В95 входять такі елементи: 5…7 % Zn; 1,8…2,8 % Mg; 1,4…2,0 % Cu; 0,1…0,25 % Cr; решта — алюміній, для листової заготовки матеріалу границя міцності становить 540 МПа. Сплави зміцнюють гартуванням з температури 460—470 °С, охолодження проводять у воді, з подальшим штучним старінням при температурі 120…140 °С впродовж 16…24 годин.

### Ливарні алюмінієві сплави
Ливарні сплави на основі алюмінію можуть належати до систем Al-Si, Al-Mg, Al-Cu, Al-Cu-Mg, Al-Zn-Mg, Al-Cu-Mg-Ni. Ливарні сплави раніше (ГОСТ 1583-89) маркували літерами АЛ (алюмінієвий ливарний) та цифрами, що вказують порядковий номер сплаву. Відповідно до ДСТУ 2839-94 в технічній документації ливарні алюмінієві сплави позначаються із зазначенням хімічного складу, наприклад АК12 (ливарний алюмінієвий сплав, що містить близько 12 % кремнію), ця марка відповідає попередньому позначенню АЛ2. Марка АЦ4Мг (АЛ24) відповідає ливарному сплаву системи Al-Zn-Mg з вмістом цинку — 3,5…4,5 %, магнію — 1,55…2,05 %.
Ливарні сплави алюмінію поділяють на п'ять основних груп (в дужках вказано маркування за ГОСТ 1583-89):
1. Система Al-Si-Mg: АК12 (АЛ2), АК13, АК9,АК9ч (АЛ4), АК9пч (АЛ4-1), АК8л (АЛ34), АК7, АК7ч (АЛ9), АК7пч (АЛ9-1), АК10Су («Су» — сурма).
2. Система Al-Si-Cu: АК5М (АЛ5), АК5Мч (АЛ5-1), АК5М2, АК5М7, АК6Мч, АК8М (АЛ32), АК5М4, АК8М3, АК8М3ч (ВАЛ8), АК9М2, АК12М2, АК12ММгН (АЛ30), АК12М2МгН (АЛ25), АК21М2,5Н2,5 (ВКЖЛС-2).
3. Система Al-Cu: АМ5 (АЛ19), АМ4,5Кд (ВАЛ10) («Кд» — кадмій).
4. Система Al-Mg: АМг4К1,5М, АМг5К (АЛ13), АМг5Мц (АЛ28), АМг6л (АЛ23), АМг6пч (АЛ23-1), АМг10 (АЛ27), АМг10ч (АЛ27-1), АМг11 (АЛ22), АМг7 (АЛ29).
5. Система Al — інші елементи: АЦ4Мг (АЛ24), АК7Ц9 (АЛ11), АК9Ц6 («Ц» — цинк).

Фазова діаграма системи Al-Si

Найпоширенішою групою ливарних алюмінієвих сплавів є силуміни (система Al-Si). До переваг цих матеріалів належать високі ливарні властивості.
В промисловості використовують подвійні силуміни або леговані (Mg, Cu, Mn, Ni). За структурою розрізняють доевтектичні силуміни (АЛ4, АЛ9, АЛ5), та евтектичні сплави (АЛ2). Легування Cu, Mg, Zn сприяє підвищенню міцності, особливо після гартування та старіння; Ті, Zr, В — подрібнюють зерно та підвищують дисперсність евтектичних складових; Mn підвищує корозійну стійкість; Ni, Fe підвищують жароміцність ливарних алюмінієвих сплавів.
Ливарні сплави системи Al-Cu, порівняно із силумінами, мають нижчі показники ливарних властивостей. Для цих сплавів характерна низька рідкоплинність, вони схильні до утворення тріщин при литті та виникнення усадочної пористості. Сплави АЛ7, АЛ19, АЛ33 — характеризуються високою міцністю, зміцнюються термічною обробкою. При легуванні сплавів системи Al-Cu нікелем, манганом, титаном зростає жароміцність.
Ливарні сплави системи Al-Mg характеризуються поєднанням високої міцності із високою пластичністю, мають високу корозійну стійкість.

### Спеціальні алюмінієві сплави
Спечені алюмінієві порошки (САП) — матеріали, що отримують пресуванням та спіканням порошку алюмінію (розмір частинок — 1 мкм).
У структурі САП кожна частинка алюмінію оточена плівкою Al2О3. Із збільшенням об'ємної кількості Al2О3 зростають показники міцності та жароміцності (до 500 °С) та зменшуються показники пластичності.
Спечені алюмінієві сплави (САС) — виготовляють пресуванням та спіканням мікрогранул сплавів, що містять, окрім алюмінію, залізо, нікель, марганець, хром, титан, кобальт, цирконій.